# Challenger de Blois 2013
El Internationaux de Tennis de BLOIS 2013 fue un torneo de tenis profesional que se jugó en canchas de arcilla. Se trató de la primera edición del torneo que forma parte del ATP Challenger Tour 2013 . Tuvo lugar en Blois , Francia entre el 10 y el 16 de junio de 2013.

## Jugadores participantes del cuadro de individuales

### Cabezas de serie
| País                 | Jugador             | Rank1 | Favorito |
| Bandera de Francia   | Marc Gicquel        | 126   | 1        |
| Bandera de Colombia  | Alejandro González  | 147   | 2        |
| Bandera de Bélgica   | Julian Reister      | 150   | 3        |
| Bandera de Serbia    | Dušan Lajović       | 155   | 4        |
| Bandera de Chile     | Paul Capdeville     | 156   | 5        |
| Bandera de Francia   | Josselin Ouanna     | 157   | 6        |
| Bandera de España    | Pablo Carreño Busta | 164   | 7        |
| Bandera de Argentina | Facundo Bagnis      | 165   | 8        |
| Bandera de Argentina | Guido Andreozzi     | 167   | 9        |
| -------------------- | ------------------- | ----- | -------- |

- 1 Se ha tomado en cuenta el ranking del día 27 de mayo de 2013.

### Otros participantes
Los siguientes jugadores recibieron una invitación (wild card), por lo tanto ingresan directamente al cuadro principal (WC):
- Maxime Hamou
- Alexis Musialek
- Mathieu Rodrigues
- Maxime Teixeira

Los siguientes jugadores ingresan al cuadro principal tras disputar el cuadro clasificatorio (Q):
- Máximo González
- Guillermo Olaso
- Laurent Rochette
- Alexander Ward

El siguiente jugador ingresa al cuadro principal como perdedor afortunado:
- Carlos Salamanca

### Retiros
- Josselin Ouanna (lesión de espalda)

## Campeones

### Individual Masculino
- Julian Reister derrotó en la final a  Dušan Lajović por 6-1, 6-7(3), 7–6(2).

### Dobles Masculino
- Jonathan Eysseric  /  Nicolas Renavand derrotaron en la final a  Ruben Gonzales /  Chris Letcher por 6-3, 6-4.